# Belarus la Jocurile Olimpice de vară din 2016
Belarusul a participat la Jocurile Olimpice de vară din 2016 de la Rio de Janeiro în perioada 5 – 21 august 2016, cu o delegație de 124 de sportivi, care a concurat în 21 de sporturi. Cu un total de nouă medalii, inclusiv una de aur, Belarus s-a aflat pe locul 39 în clasamentul final.

## Participanți
Delegația belarusă a cuprins 124 de sportivi: 54 de bărbați și 72 femei. Cel mai tânăr atlet din delegație a fost gimnasta Kylie Rei Dickson (17 ani), cel mai bătrân a fost canotoarea Ekaterina Karsten (44 de ani).
| Sport            | Masculin | Feminin | Total |
| ---------------- | -------- | ------- | ----- |
| Atletism         | 14       | 22      | 36    |
| Baschet          | 0        | 12      | 12    |
| Box              | 3        | 0       | 3     |
| Caiac canoe      | 0        | 4       | 4     |
| Canotaj          | 5        | 5       | 10    |
| Ciclism          | 2        | 2       | 4     |
| Gimnastică       | 2        | 10      | 12    |
| Haltere          | 5        | 3       | 8     |
| Înot sincron     | —        | 2       | 2     |
| Judo             | 1        | 1       | 2     |
| Lupte            | 6        | 2       | 8     |
| Natație          | 4        | 2       | 6     |
| Navigație        | 1        | 1       | 2     |
| Pentatlon modern | 0        | 1       | 1     |
| Sărituri în apă  | 2        | 0       | 2     |
| Scrimă           | 1        | 0       | 1     |
| Taekwondo        | 1        | 0       | 1     |
| Tenis            | 2        | 0       | 2     |
| Tenis de masă    | 1        | 2       | 3     |
| Tir              | 3        | 1       | 4     |
| Tir cu arcul     | 1        | 0       | 1     |
| Total            | 54       | 70      | 124   |

## Medalii

### Medaliați
| Medalie | Nume                                                                   | Sport       | Probă                         | Dată      |
| ------- | ---------------------------------------------------------------------- | ----------- | ----------------------------- | --------- |
| Aur     | Uladzislau Hancharou                                                   | Gimnastică  | Trambulină masculin           | 13 august |
| Argint  | Darya Naumava                                                          | Haltere     | 75 kg feminin                 | 12 august |
| Argint  | Vadzim Straltsou                                                       | Haltere     | 94 kg feminin                 | 13 august |
| Argint  | Maryia Mamashuk                                                        | Lupte       | 63 kg libere                  | 18 august |
| Argint  | Ivan Tsikhan                                                           | Atletism    | Aruncarea ciocanului masculin | 19 august |
| Bronz   | Aliaksandra Herasimenia                                                | Natație     | 50 m liber feminin            | 13 august |
| Bronz   | Javid Hamzatau                                                         | Lupte       | 85 kg greco-romane masculin   | 15 august |
| Bronz   | Ibrahim Saidau                                                         | Lupte       | 125 kg libere masculin        | 20 august |
| Bronz   | Marharyta Makhneva Nadzeya Liapeshka Volha Khudzenka Maryna Litvinchuk | Caiac canoe | K-4 500 m feminin             | 20 august |

### Medalii după sport
| Sport       | Aur | Argint | Bronz | Total |
| Gimnastică  | 1   | 0      | 0     | 1     |
| Haltere     | 0   | 2      | 0     | 2     |
| Lupte       | 0   | 1      | 2     | 3     |
| Atletism    | 0   | 1      | 0     | 1     |
| Caiac canoe | 0   | 0      | 1     | 1     |
| Natație     | 0   | 0      | 1     | 1     |
| Total       | 1   | 4      | 4     | 9     |

## Scrimă
| Sportiv              | Probă | Șaisprezecimi             | Optimi                 | Sferturi      | Semifinală    | Finala mică/Finala mare | Finala mică/Finala mare |
| Sportiv              | Probă | Adversar Scor             | Adversar Scor          | Adversar Scor | Adversar Scor | Adversar Scor           | Loc                     |
| -------------------- | ----- | ------------------------- | ---------------------- | ------------- | ------------- | ----------------------- | ----------------------- |
| Aliaksandr Buikevici | Sabie | Polossifakis (CAN) C 15–6 | Szilágyi (HUN) P 12–15 | Nu a avansat  | Nu a avansat  | Nu a avansat            | Nu a avansat            |